# جوشی‌آرواره‌ایان
جَوِشی‌آرواره‌ایان (نام علمی: Massetognathinae) نام یک زیرخانواده منقرض‌شده از خانواده اریب‌گذردندانان Traversodontidae راسته ددکمانان است.
نام این زیرخانواده به ماهیچه جَوِشی اشاره دارد. جوشی‌آرواره‌ایان چهار گونه دارند که از تریاسه میانی تا پسین زندگی می‌کردند. دو گونه از این خانواده در جنوب برزیل، یک گونه در آرژانتین و یک گونه نیز در ماداگاسکار یافته شده است.
جوشی‌آرواره‌ایان چند ویژگی دارند ازجمله جمجمه پهن و تخت، دندان‌های نیش کوچک، و دندان‌های پشت نیش که بر روی لبه‌های بیرونی خود سه دندانه دارند.